# Elymnias apelles
Elymnias apelles är en fjärilsart som beskrevs av Hans Fruhstorfer 1902. Elymnias apelles ingår i släktet Elymnias och familjen praktfjärilar. Inga underarter finns listade i Catalogue of Life.